# 廣大山摩崖造像
廣大山摩崖造像位於重慶市大足区廣大山。在大佛灣西南1公里，有華嚴三聖像1龕，廣大寺1座。1961年3月4日列為第一批全國重點文物保護單位。2000年9月7日列為第一批重慶市文物保護單位。